# Congregación Beit Simchat Torah
La Congregación Beit Simchat Torah (en hebreo: קהילת שמחת תורה) es una sinagoga localizada en la isla de Manhattan en Nueva York, Estados Unidos; fue fundada en 1973 y conocida como la primera sinagoga LGBT del mundo; la asociación sirve a los judíos de todas las orientaciones sexuales e identidades así como sus familias y amigos; se dedica a la difusión de los valores del judaísmo con activismo a favor de los derechos LGBT. La congregación está dirigida por la rabina Sharon Kleinbaum y Yael Rapport como asistente.

## Historia
La congregación fue fundada en 1973 por 12 judíos homosexuales, para el año 1978 iniciaron rentando un espacio en el complejo artístico y comunitario Westbeth Artists Community, un sitio que reúne oficinas, escuelas hebreas y un santuario. En 2012 se celebró el 20 aniversario de la rabina Sharon Kleinbaum al frente de la organización. Con alrededor de 1,100 miembros, la organización no solo se dedica a promover los derechos de la comunidad LGBT judía, también han contribuido en la difusión del judaísmo en sus ramas como la reformista y reconstruccionista, quienes empiezan a aceptar estudiantes gay para rabinos y reconocen las bodas con parejas del mismo sexo. En junio de 2011 la congregación obtuvo un lugar para establecerse en el centro de Manhattan, un condominio comercial entre las avenidas Avenue of the Americas y la Seventh Avenue. La Beit Simchat Torah no difiere de otras sinagogas tradicionales en cuanto a salones pero es la única con un gran espacio dedicado a baños para género neutro, garantizando el apoyo a todas las identidades. La organización hogar de personas gais y lesbianas judías fue una de las organización que lucharon contra las ETS en el año 1980, además cuenta con las características de ser más diversa y dar la bienvenida a personas muy jóvenes.